# 片隅/Corner
「片隅 / Corner」（かたすみ / コーナー）は、日本の歌手、三浦大知の25枚目のシングル。2019年6月12日にSONIC GROOVEから発売された。

## 概要
前作から約6か月ぶりのシングル。「片隅」はシングル曲としては「ふれあうだけで 〜Always with you〜」以来、約4年半ぶりのバラード曲で、「Corner」はダンスチューン。
「1つのメロディーから2つの楽曲を作る」という新しい試みに挑戦した作品で、モデルのKōki,が作ったメロディーを元に、三浦がUTAとともに曲調も内容も全く違う楽曲2曲を作成。「片隅」と「Corner」の2曲で1つの作品となっている。歌詞もそれぞれ異なり、「片隅」は虚無感や後悔の念の中、「大切なもの」をどこまでも世界の中で探し続ける心情を表現しているが、「Corner」では不確かな未来を楽しみ、誰に何を言われても挑み続けろというメッセージが込められている。
「片隅」は、日本テレビ系水曜ドラマ『白衣の戦士!』の挿入歌に使用された。
CD+DVD (MUSIC VIDEO) と CD+BD (MUSIC VIDEO) の2形態でリリース。
発売に先駆け、2019年4月11日に「片隅」の各音楽配信サイトでの先行配信が開始され、同年5月28日には同曲のMVがYouTubeで公開された。MVは、虚無感や後悔の念を抱きつつ、どこまでも広い荒涼とした世界の中で「大切なもの」を探し続ける主人公の心情を表現している。
CDに収録されている「片隅」は、各音楽配信サイトにて先行配信された同曲とはアレンジを少し変更し、ストリングスを生の演奏に差し替えるなどマスタリングし直したものとなっている。
2019年6月11日から、本作の発売を記念した特設サイトが公開されていた。当サイトでは、スマートフォンを上下、左右、前後に動かすことで様々な角度から見ることができる「片隅」の『SPECIAL MUSIC VIDEO』などを閲覧することができた。
同年7月5日に放送されたテレビ朝日の『ミュージックステーション』にて「片隅」がテレビ初披露された。

## 受賞歴
- MTV VMAJ 2019 最優秀邦楽男性アーティストビデオ賞「片隅」[18][19][20][21]。
- 第61回 輝く！日本レコード大賞 優秀作品賞「片隅」[22][23][24][25]。

## チャート成績
シングルCD「片隅 / Corner」はオリコンチャートで週間シングルランキング12位、Billboard JAPANの「Top Singles Sales」で週間14位。
シングルソング「片隅」はBillboard JAPANの「Hot 100」で週間22位、「Download Songs」で週間15位。

## 収録曲
| #         | タイトル                  | 作詞      | 作曲                 | 時間  |
| --------- | ------------------------- | --------- | -------------------- | ----- |
| 1.        | 「片隅」                  | 三浦大知  | Kōki,                | 3:40  |
| 2.        | 「Corner」                | 三浦大知  | Kōki,、UTA、三浦大知 | 2:46  |
| 3.        | 「片隅 (Instrumental)」   |           |                      | 3:38  |
| 4.        | 「Corner (Instrumental)」 |           |                      | 2:42  |
| 合計時間: | 合計時間:                 | 合計時間: | 合計時間:            | 12:46 |

| #  | タイトル               | 作詞 | 作曲・編曲 |
| -- | ---------------------- | ---- | ---------- |
| 1. | 「片隅 -Music Video-」 |      |            |

## 映像作品

### 片隅 -Music Video-
監督
シミズヒロタカ

## タイアップ
片隅
日本テレビ系水曜ドラマ『白衣の戦士!』挿入歌

## 収録アルバム
| 曲名   | 収録アルバム                                                                     | 発売日        | 備考                 |
| ------ | -------------------------------------------------------------------------------- | ------------- | -------------------- |
| 片隅   | 『DAICHI MIURA DOCUMENTARY 2019-2023 + SINGLE COLLECTION 2018-2023 “COLOR___S”』 | 2023年4月26日 | シングルコレクション |
| Corner | 『DAICHI MIURA DOCUMENTARY 2019-2023 + SINGLE COLLECTION 2018-2023 “COLOR___S”』 | 2023年4月26日 | シングルコレクション |